# Cala Carbo
Die Cala Carbo ist eine kleine Kiesel- und Sandstrandbucht im Westen von Ibiza. Sie gehört zur Gemeinde Sant Josep de sa Talaia und liegt zwischen der Cala d´Hort und der Cala Vadella. Die Cala Carbo ist per Auto ca. 25 Minuten von der Stadt Ibiza entfernt. Man erreicht sie, wenn man, der Straße von Sant Josep de sa Talaia zur Cala Vadella folgend, kurz nach der Abzweigung zur Cala d´Hort nach links abbiegt. Direkt am Strand der Cala Carbo befinden sich 2 Restaurants, die sowohl dem Bedarf der Badegäste entsprechen, als auch abends zu einem guten Essen einladen. Von der Gastronomie am Strand und der Apartmentsiedlung oberhalb der Bucht abgesehen, ist die Cala Carbo noch naturbelassen und selten voller Touristen. Die Bucht liegt geschützt vom offenen Meer unterhalb von pinienbewachsenen Hängen. Aufgrund ihres überwiegenden Kieselstrandes ist sie eher ein Treffpunkt für Residenten.